# Bezlist koło Gniewowa
Bezlist koło Gniewowa este o arie protejată (sit de importanță comunitară — SCI) din Polonia întinsă pe o suprafață de 19,7 ha, integral pe uscat.

## Localizare
Centrul sitului Bezlist koło Gniewowa este situat la coordonatele 54°34′54″N 18°19′48″E / 54.5816°N 18.3301°E.

## Înființare
Situl Bezlist koło Gniewowa a fost declarat sit de importanță comunitară în decembrie 2012 pentru a proteja 1 specie de plante.

## Biodiversitate
Situată în ecoregiunea continentală, aria protejată conține 2 habitate naturale: Păduri de fag Luzulo-Fagetum, Păduri de fag Asperulo-Fagetum.
La baza desemnării sitului se află o specie protejată de  plante: Buxbaumia viridis.